# Nassinia bupaliata
Nassinia bupaliata är en fjärilsart som beskrevs av Walker 1862. Nassinia bupaliata ingår i släktet Nassinia och familjen mätare. Inga underarter finns listade i Catalogue of Life.